# Douglas Tardin
Douglas Rosa Tardin (sinh ngày 8 tháng 1 năm 1992) là một cầu thủ bóng đá người Brasil hiện đang thi đấu ở vị trí tiền đạo cho câu lạc bộ Khánh Hòa tại V.League 1.    